# Вичев, Димитр
Дими́тр Ви́чев Ива́нов (болг. Димитър Вичев Иванов; 18 марта 1951, Чирпан, Старозагорская область — 14 января 2023) — болгарский футболист, играл на позиции вратаря.

## Биография

### Игровая карьера
Вичев начинал карьеру в клубе из родного города «Чирпан». В 1972 году перешёл в «Берое», за который играл два сезона, но был резервным вратарём и сыграл за два сезона 21 матч.
В 1974 году перешёл в пловдивский «Ботев», в котором он отыграл 15 сезонов, сыграв за эту команду 311 матчей в разных турнирах. В составе этого клуба в 1981 году он стал обладателем Кубка страны и 6 раз завоевал серебряные и бронзовые медали по итогам чемпионатов. По итогам 1985 года Вичев получил награду, как лучший вратарь Болгарии по итогам года.
За сборную Болгарии сыграл 7 матчей.

### Смерть
Скончался 14 января 2023 года в возрасте 71 года.

## Достижения
«Ботев (Пловдив)»
- Обладатель Кубка Болгарии (1): 1981
- Лучший вратарь Болгарии (1): 1985